# Jiao Liuyang
Jiao Liuyang (焦劉洋T, 焦刘洋S, Jiāo LiúyángP; Harbin, 6 agosto 1991) è una nuotatrice cinese.

## Biografia
Alle Olimpiadi di Pechino 2008 ha vinto la medaglia d'argento nei 200 m farfalla, mentre ai Mondiali 2009 di Roma ha vinto l'oro nella staffetta 4x100 m misti, stabilendo anche il record mondiale con il tempo di 3'52"19, e la medaglia di bronzo nei 100 m farfalla.

## Palmarès
- Giochi olimpici

Pechino 2008: argento nei 200m farfalla.
Londra 2012: oro nei 200m farfalla.
- Mondiali

Roma 2009: oro nella 4x100m misti e bronzo nei 100m farfalla.
Shanghai 2011: oro nei 200m farfalla e argento nella 4x100m misti.
- Mondiali in vasca corta

Istanbul 2012: argento nei 50m farfalla e nei 200m farfalla.
- Giochi asiatici

Canton 2010: oro nei 100m farfalla, nei 200m farfalla e nella 4x100m misti.
Incheon 2014: oro nei 200m farfalla.
- Campionati asiatici

Foshan 2009: oro nei 50m farfalla e nei 100m farfalla, argento nei 200m farfalla.